# Élections législatives santoméennes de 1985
Les élections législatives santoméennes de 1985 se tiennent le 30 septembre 1985.
Les 51 membres de l'Assemblée nationale sont élus par les Assemblées des différentes circonscriptions, précédemment désignées par les Santoméens âgés de plus de dix-huit ans entre le 16 et le 20 août 1985. Ils sont tous du Mouvement pour la libération de Sao Tomé-et-Principe, seul parti autorisé.
Elles ont aboutissent à la réélection de Manuel Pinto da Costa à la présidence de la République par l'Assemblée nationale.